# 국가평의회청
국가평의회청(핀란드어: Valtioneuvoston kanslia; VNK 발티오네우보스톤 칸슬리아; 베앤코[*], 스웨덴어: Statsrådets kansli)은 핀란드 국가평의회의 산하 12개 부처 중 하나다. 1809년 설립된 핀란드 대공국 원로원 행정부를 전신으로 한다. 총리가 그 수장이며 사무차관이 보좌한다. 관청 소재지는 헬싱키의 국가평의회궁이다. 국가평의회청의 업무는 총리와 내각을 보좌하고 내각의 정무를 감독하는 것이다. 상징은 담청색 사자.

## 같이 보기
- 관료제
- 수상